# Wał Zygmuntowski
Wał Zygmuntowski – ziemne umocnienia otaczające Warszawę, usypane w latach 1621–1624 z rozkazu króla Zygmunta III Wazy. Powstały po bitwie pod Cecorą na wypadek najazdu Turcji. Zostały prawie całkowicie splantowane na początku XVIII wieku.

## Opis
Budowę wału rozpoczęto w 1621 roku; prace ukończono w 1624 roku. Otoczył on Starą i Nową Warszawę wraz z przedmieściami. 
Był to wał ziemny umocniony kamieniami, z drogą wewnętrzną. Od północy biegł łukiem wzdłuż koryta rzeczki Nalewki (wykorzystanej jako fosa), przecinając ulicę Franciszkańską przy zbiegu z ulicą Bonifraterską, dalej dochodził do Arsenału, przez dzisiejszy plac Bankowy (zachodni fragment) i dalej na południe przez Ogród Saski do ulicy Karowej i skarpy warszawskiej. Miał kształt półkola opartego o Wisłę, którego środek znajdował się przy Zamku Królewskim. Zamknął większość wjazdów do miasta, z wyjątkiem trzech: przy Krakowskim Przedmieściu, ulicy Senatorskiej i ulicy Długiej. Wewnątrz wału znalazł się teren o powierzchni ok. 125 ha. Nazwa wału pochodziła od imienia Zygmunta III Wazy.
W związku z brakiem konserwacji wobec braku zagrożenia, w późniejszych latach wał został wchłonięty przez miejską zabudowę (np. w rejonie Ogrodu Saskiego już w latach 60. XVII wieku). Kolejnym etapem wyznaczającym granice miasta były usypane w końcu XVIII wieku okopy Lubomirskiego. Jednak w czasie potopu szwedzkiego obrona miasta opierała się o stare mury miejskie, wzmocnione dodatkowo umocnieniami ziemnymi.
W związku z faktem, że nieznany jest dokładny przebieg umocnień, kolejne wykopaliska archeologiczne korygują ich przebieg, choć jeszcze w okresie międzywojennym zakładano, że dochodziły aż w rejon Pałacu Kazimierzowskiego.
Wały zostały niemal całkowicie splantowane na początku XVIII wieku. Ich istnienie miało jednak wpływ na rozwój sieci dróg w Warszawie. Od nazwy umocnień pochodzi także nazwa obecnej ulicy Wałowej, której nieuregulowany w tamtym czasie bieg wyznaczał właśnie Wał Zygmuntowski. Nazwa ulicy została po raz pierwszy oficjalnie poświadczona w drugiej połowie XVIII wieku.